# Lascellas-Ponzano
Lascellas-Ponzano ist eine nordspanische Gemeinde (municipio) mit 139 Einwohnern (Stand: 2024) im Westen der Provinz Huesca in der Autonomen Region Aragonien. Die Gemeinde besteht aus den beiden Ortschaften Lascellas und Ponzano. In Ponzano befindet sich der Verwaltungssitz.

## Lage und Klima
Lascellas-Ponzano liegt etwas südlich der Sierra de la Carrodilla etwa 30 Kilometer (Fahrtstrecke) ostsüdöstlich der Provinzhauptstadt Huesca in einer durchschnittlichen Höhe von etwa 530 m. Durch die Gemeinde führt die Autovía A-22. Der Río Alcanadre begrenzt die Gemeinde im Nordwesten. 

## Wirtschaft
Vorherrschend sind Ackerbau (mit künstlicher Bewässerung) und Viehzucht.

## Sehenswürdigkeiten
- Marienkirche (Iglesia de Santa Maria, auch: Nuestra Señora de los Ángeles) in Ponzano
- Einsiedelei San Anton in Lascellas
- Einsiedelei San Roman in Ponzano

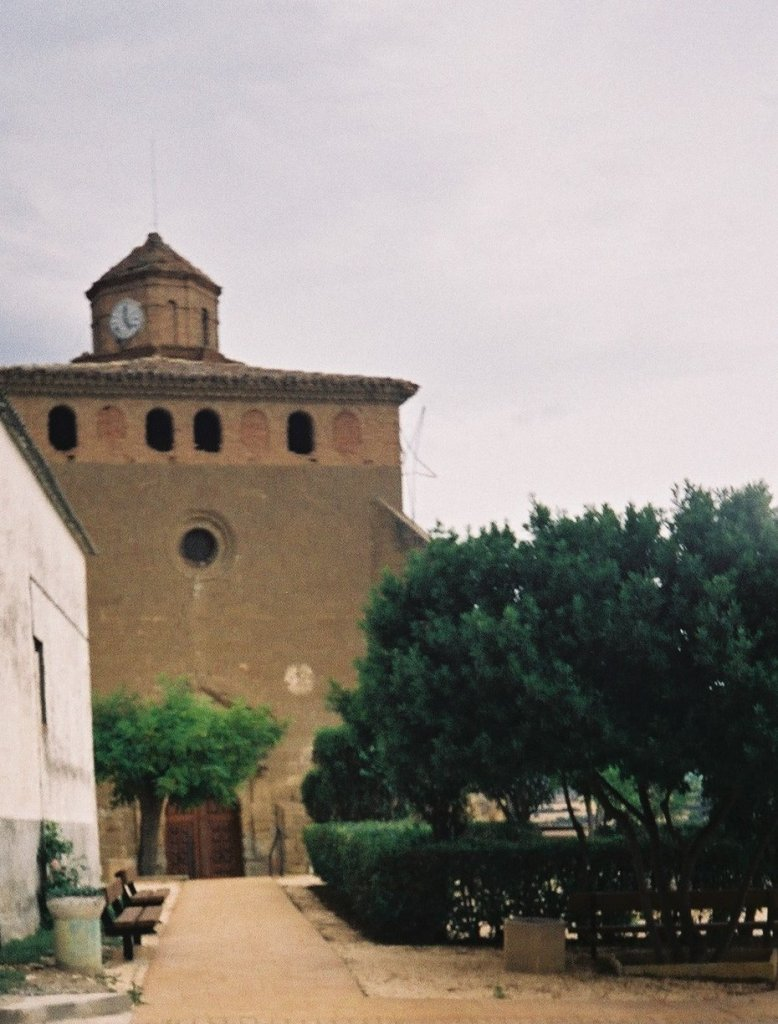
Iglesia de Santa Maria